# Giv'at Alil
Giv'at Alil, též Tel Alil (hebrejsky: גבעת עליל nebo תל עליל) je pahorek o nadmořské výšce cca 100 metrů v severním Izraeli, v Dolní Galileji.
Leží cca 15 kilometrů východně od centra města Haifa. Má podobu výrazného návrší, které ze tří stran ohraničuje meandr vádí Nachal Cipori. Jeho vrcholovou partii i svahy z větší části zabírá zástavba vesnice Ras Ali. Na sever odtud se terén zvedá směrem k zalesněnému vrchu Har Charbi. Na západ od pahorku se terén postupně otevírá do rovinatého Zebulunského údolí.
Jde o místo se starobylou sídelní tradicí. Našly se tu pozůstatky keramiky z doby bronzové a železné. Bývá identifikováno jako možná lokalita biblického města Chalí, o kterém mluví Kniha Jozue 19,25 Další pozůstatky starověkého osídlení se nacházejí jen několik set metrů západně odtud, kde stojí pahorek Tel Chali ha-Ma'aravi.